# 鋒迴路轉：亡者歸來
《鋒迴路轉：亡者歸來》（英語：Wake Up Dead Man: A Knives Out Mystery）是一部2025年美國懸疑片，為2022年電影《鋒迴路轉：抽絲剝繭》的續集，由雷恩·強生編導，其主演包括丹尼爾·克雷格、喬許·歐康納、卡莉·史派妮、安德魯·史考特、凱莉·華盛頓、葛倫·克蘿絲、傑瑞米·雷納、蜜拉·庫妮絲、達里爾·麥柯馬克、喬許·布洛林以及湯馬斯·海登·喬許。
《鋒迴路轉：亡者歸來》2025年12月12日上線Netflix。

## 演員
- 丹尼爾·克雷格飾演貝諾瓦·白朗偵探（Detective Benoit Blanc）
- 喬許·歐康納
- 卡莉·史派妮
- 安德魯·史考特
- 凱莉·華盛頓
- 葛倫·克蘿絲
- 傑瑞米·雷納
- 蜜拉·庫妮絲
- 達里爾·麥柯馬克（英语：Daryl McCormack）
- 喬許·布洛林
- 湯馬斯·海登·喬許

## 製作

### 發展
2021年3月，據報導Netflix以超過4億美元收購了兩部《鋒迴路轉》續集的發行權。2022年6月，雷恩·強生透露《鋒迴路轉3》（Knives Out 3）只是暫定片名，目的是讓《鋒迴路轉》系列都有一個獨特的片名，並以阿嘉莎·克莉絲蒂的小說作為片名靈感。2022年11月，強生表示正在準備編寫《鋒迴路轉3》的劇本。2023年1月，強生確認已經開始編寫劇本，並表示該片在基調和主題上都將與兩部前作有所不同。同月，強生表示想重新命名該電影系列的名稱，把原有的副標題改為。2023年10月，隨著2023年美國編劇協會大罷工結束後，強生正式宣布他已開始編寫《鋒迴路轉3》的劇本。

### 選角
前兩部電影的主角丹尼爾·克雷格確認回歸出演。2024年5月，喬許·歐康納、卡莉·史派妮、安德魯·史考特、凱莉·華盛頓、葛倫·克蘿絲、傑瑞米·雷納、蜜拉·庫妮絲以及達里爾·麥柯馬克簽約參演。2024年6月，喬許·布洛林和湯馬斯·海登·喬許簽約參演。

### 拍攝
該片於2024年6月10日在倫敦展開主要攝影。

## 發行
《鋒迴路轉：亡者歸來》排定2025年全球上線Netflix。

## 外部連結
- 在Netflix上觀看《鋒迴路轉：亡者歸來》
- 互联网电影数据库（IMDb）上《鋒迴路轉：亡者歸來》的资料（英文）